# Carl Kaemmerer
Carl Kaemmerer (* 10. Juli 1820 in Gotha; † 3. August 1874 in Tambach bei Gotha) war ein deutscher Kaufmann und Reichstagsabgeordneter.
Kaemmerer war Kaufmann und Kammgarnspinner mit Niederlassungen in Gotha, Erfurt, Ohrdruf und Livorno. 1859 war er Mitbegründer des Deutschen Nationalvereins, während der Jahre 1865 bis 1869 war er Mitglied des Landtags von Sachsen-Coburg und Gotha sowie Referent im Budget- und Finanzwesen.
Von 1871 bis 1874 war er Mitglied des Deutschen Reichstags für die Nationalliberale Partei und den Reichstagswahlkreis Herzogtum Sachsen-Coburg-Gotha 2 (Gotha).